# Clinocera naomina
Clinocera naomina är en tvåvingeart som beskrevs av Sinclair 2008. Clinocera naomina ingår i släktet Clinocera och familjen dansflugor.
Artens utbredningsområde är Ecuador. Inga underarter finns listade i Catalogue of Life.